# Джоан Осборн
Джоан Елізабет Осборн (англ. Joan Elizabeth Osborne; нар. 8 липня 1962, Анкоридж, Кентуккі, США) — північноамериканська співачка і авторка пісень. Найбільш відома завдяки пісні «One of us»⁣, а також роботою з музикантами гурту The Grateful Dead.

## Біографія
Народилася в сім'ї, що суворо дотримується католицьких традицій, і до 10 років регулярно відвідувала меси. Надалі це вплинуло на її творчість.
Наприкінці 1980-х років Джоан Осборн приїхала до Нью-Йорку, де створила власний звукозаписний лейбл Womanly Hips, на якому випустила свій дебютний альбом «Soul Show».
Потім уклала договір з лейблом Mercury Records. Її другий (але перший вагомий альбом)Relish (Схильність) (1995), став хітовим завдяки синглу «One of us». Дана річ по стилістиці ближча до поп-музики, тоді як в інших відчувався вплив кантрі, блюзу та фолк-року. Інші пісні цього альбому — такі як «Right Hand Man» і «St. Teresa» виявилися набагато менш популярними. Проте альбом отримав премію Греммі і став тричі платиновим. «One of us» досяг п'ятої позиції американського чарту. У ліриці альбому знайшло вираження інтересу Джоан до релігійних питань (Музика — то різновид молитви — неодноразово говорила співачка): пісня «St. Teresa» присвячена її улюбленій католицькій святій Терезі Авільській. Релігійній тематиці присвячена і головна пісня альбому.
Її аудиторія значно зросла після її участі в Lilith Fair, після чого Джоан Осборн стали відносити до плеяди таких співачок, як Торі Амос та Сара Маклахлан.
У 2002 році Осборн взяла участь у зйомках документального фільму «Standing in the Shadows of Motown», після чого здійснила тур з гуртом «The Funk Brothers». Влітку 2003 року вона та її гурт «Dixie Chicks» в їх національному турі, після чого вона приєдналася до гурту «The Dead» як вокалістка свій четвертий альбом, названий «How Sweet It Is», який являє собою зібрання каверів класики рок і соул музики.
Протягом 2005 та 2006 років Джоан Осборн неодноразово виступала з Phil Lesh and Friends. У лютому 2007 вона взяла участь в «Grand Ole Opry».
У листопаді 2006 року вона випустила альбом «Pretty Little Stranger», який сама позначила як нешвіллський. Пісня «After Jane» з цього альбому зачіпає тему лесбійських стосунків (до цього у 2003 році в інтерв'ю Velvet Park Magazine Осборн повідомила про свою бісексуальність).
У травні 2007 вона випустила альбом «Breakfast in Bed», витриманий у стилі соул. Кілька речей з цього диску виявилися каверами її більш ранніх робіт.

## One of us
Пісня One of us (Один з нас) була написана Eric Bazilian спеціально для альбому «Relish». В її ліриці зачіпаються різні аспекти віри в Бога. У назві пісні використана фраза з рефрена: «What if God was one of us?» (укр. Що якби Бог був одним з нас?) Слухачеві пропонується задуматися, яке б він поставив питання, якби зустрівся віч-на-віч з Богом, чи не самотній Бог на небесах, можливо, Йому навіть ніхто не телефонує, крім папи римського.
У відеокліпі на пісню основна дія розгортається навколо фотоательє: люди різних національностей, культур, статі та віку фотографуються у подобі Бога із фрески Мікеланджело. Сцени фотографування чергуються зі сценами відпочинку, даючи зрозуміти, що кожен з людей може бути Богом або Він може бути у кожному.
Пісня зайняла високі позиції в чартах різних країн і на неї було зроблено велику кількість каверів. Разом з цим президент Католицької Ліги порахував, що ця пісня близька до «цькуванні католицизму».

## Дискографія
- Relish (1995)
- Early Recordings (1996)
- Righteous Love (2000)
- How Sweet It Is (2002)
- One of Us (2005)
- Christmas Means Love (2005)
- Pretty Little Stranger (2006)
- Breakfast in Bed (2007)
- Little Wild One (2008)